# (574) Reginhild
(574) Reginhild ist ein Asteroid des Hauptgürtels, der am 19. September 1905 von Max Wolf entdeckt wurde.
Die Herkunft des Namens ist unklar.